# Aeroportul Kemi-Tornio
Aeroportul Kemi-Tornio (IATA: KEM, ICAO: EFKE) este un aeroport din Kemi, Laponia, Regional State Administrative Agency for Lapland⁠(d), Finlanda ce deservește zona Kemi. Aeroportul a fost tranzitat în 2022 de 22.501 pasageri. A fost deschis în 1939 și numit după Tornio.
Situat la o altitudine de 19 m, aeroportul dispune de 1 pistă. Este operat de Finavia⁠(d).

## Infrastructură

### Piste
Aeroportul dispune de o singură pistă. Pista 18/36 are suprafața de asfalt și dimensiunile 2.503 m × 48 m. 